# Ласити (плато)
Вижте пояснителната страница за други значения на Ласити.
Ласити (на гръцки: Οροπέδιο Λασιθίου) е широко около 25 km² плато в източната част на остров Крит, Гърция, познато на туристите и като „Долината със стоте мелници“.
По закона „Каликратис“ от 2011 г. то е обособено като отделен дем с площ от 129,976 km2 и население 2387 жители (2011 г.). Платото дава названието и на едноименния ном Ласити.

## География
Ласити е с надморска височина около 900 m и е заобиколено от планинските хребети на планините Селена (1599 m) и Дикти (2148 m).
Зимата тук понякога е сурова и снегът се задържа до средата на пролетта. Платото е блатисто и е пресечено от река, нивото на която трябва да се следи, тъй като съществува опасност от наводнения. Това е един от най-плодородните райони на Гърция, отглеждат се различни зеленчуци и плодове – ябълкови дървета, круши, череши, бадеми, орехи, шамфъстък и др.
Ласити е известно с големите си стада овце, както и с вятърните си мелници, които в миналото са били около 10 000 на брой, повечето от тях днес са изоставени, а малка част от тях са превърнати в магазинчета за сувенири.

## История
Платото е населено от дълбока древност. Пещерата Психро е свещено място по време на микенската цивилизация, друга пещера в района, Трапеза, е обитавана през неолита. Смята се, че когато дорийците нахлуват на Крит около 1100 г. пр.н.е., местните жители отказват да се подчинят и използват Ласити като убежище, в подкрепа на което свидетелстват и находките във все още слабо проучения археологически обект Карфи.
Роля на убежище изиграва платото и при следващите завоеватели – венецианците. Те се натъкват на толкова ожесточена съпротива, че решават да изкоренят дърветата, да унищожат посевите, разрушават селата на местните жители и им забраняват да се връщат по тези места под страх от смъртно наказание. Един венециански ръкопис от XIII в. описва размирното Ласити като „трън в сърцето на Венеция“. Опустошено по този начин, платото скоро се превръща в блатиста местност. Не след дълго обаче на венецианците им се налага да съжаляват за причиненото от тях опустошение, тъй като се изправят пред продоволствена криза и в началото на XV в. разрешават на бежанци от източен Пелопонес да се заселят тук, за да обработват земята. Между 1514 и 1560 г. венецианците проектират и изграждат и отводнителни канали.
По време на османското владичество непокорните местни жители често се бунтуват и въстанията им са жестоко потушавани. В хода на Гръцката война за независимост през 1823 г. под предводителството на Хасан паша тук са изпратени турски и египетски войски, чиято численост се оценява на около 20 – 25 хил. души, срещу които се изправят 2 – 3 хил. въстаници, зле въоръжени и с малко боеприпаси. Османците смазват съпротивата, избиват или отвеждат в робство повечето жители, които не успяват да се скрият в планините, и разграбват и опожаряват селата им като извършват чудовищни зверства
През май 1867 г. Ласити отново въстава заедно с цял Крит (въстанието от 1866 – 1869 г.) и отново е удавено в кръв като репресиите срещу бунтовниците този път са водени и от техния сънародник еничарина Исмаил Ферик паша. Роден в село Психро и отвлечен още като момче през 1823 г., Исмаил паша се издига на висока позиция и е изпратен да воюва в Египет срещу мамелюците. Умира няколко дни след като потушава въстанието в Ласити като точната причина за смъртта му не е известна – предполага се, че умира от отрова или от получена рана.

## Население
Поради изолираността на платото неговото население е запазило сравнително чисти генетичните си белези от древността насам и според изследванията на генетиците пробите тук се различават значително от тези взети от населението в низинните части на Крит, където населението е смесено. Пробите от костите на 69 скелети, открити случайно в пещера в Ласити при строежа на автомобилен път през 1976 г. и датирани от преди около 4400 – 3700 години, които поради ниските температури в пещерата са се запазили в отлично състояние, се оказват най-близки именно до съвременната популация на Ласити според анализа на митохондриалната ДНК.